# Sân bay Garissa
Sân bay Garissa (IATA: GAS, ICAO: HKGA) là một sân bay ở Garissa, Kenya.

## Hãng hàng không và điểm đến
| Hãng hàng không      | Các điểm đến   |
| -------------------- | -------------- |
| Freedom Airline      | Nairobi–Wilson |
| Mrash Tours & Travel | Nairobi-Wilson |